# Green Blood
Green Blood (グリーン ブラッド, Green Blood) est un seinen manga de Masasumi Kakizaki, prépublié entre juin 2011 et mai 2013 dans le Weekly Young Magazine de l'éditeur Kōdansha, puis publié en cinq volumes reliés entre novembre 2011 et juillet 2013. La version française a été éditée par Ki-oon en cinq tomes sortis entre juillet 2013 et juillet 2014.

## Synopsis
À Manhattan, à la fin du XIXe siècle, misère, criminalité et prostitution ravagent le quartier de Five Points, immense ghetto où échouent tous les laissés-pour-compte du rêve américain. La pègre, qui a corrompu les autorités, y fait régner sa loi. Au sein de la marée d’immigrants qui transitent par New York jour après jour, le jeune Luke Burns s’efforce de rester honnête et joue les dockers pour survivre.
Il sait, comme tout le monde, que le clan mafieux le plus dangereux de la ville, les Grave Diggers, s’appuie sur des assassins impitoyables pour asseoir son autorité. Mais, ce qu’il ignore, c’est que le plus célèbre et le plus redoutable d’entre eux, le Grim Reaper, n’est autre que son frère ainé, Brad...

## Personnages

### Brad Burns
Fils aîné de la famille Burns. Il est surnommé « Grim Reaper » l’assassin impitoyable au service des Grave Diggers. Il est armé d’un Gun Sword basé sur un Colt M1851.

### Luke Burns
Cadet de la famille Burns. Il travaille sans repos du matin au soir pour gagner sa vie. Droit et honnête, il est toujours prêt à aider ceux qui ont des ennuis.

### Edward King
Le père des frères Burns. Migrant irlandais, il a fondé avec Gene McDowell le gang des Grave Diggers. Il s’enrichit grâce à une mitrailleuse Gatling récupérée après la Guerre de Sécession. Il est armé de deux Revolvers.

### Gene McDowell
Il est l’un des fondateurs, avec Edward King, du gang des Grave Diggers. Son fils s’appelle Kip McDowell.

### Raymond Fitzgerald
Il est le numéro deux du gang des Iron Butterflies. Un gang rival au Grave Diggers.

### Ned White
C’est un jeune homme de peau noire qui travaille comme esclave dans un ranch à Wellington.

### Kip McDowell
Fils du célèbre chef de gang Gene McDowell, il est l’héritier du gang des Grave Diggers. Il est faible et vicieux. Il ressemble au personnage « Ishihara » de la série Rainbow, un autre manga de Masasumi Kakizaki.

## Analyse
Pour Jérôme Fréau d'AnimeLand, « si le traitement des personnages passionne, c'est avant tout via le truchement de son univers que Green Blood se démarque. En rattachant son action à un cadre historique, l'œuvre tend vers le réalisme. (...) Là où les éléments relevant du fantastique ont tendance à se montrer envahissants, Green Blood fait figure d'exception et vient à ce titre rejoindre les rares mangas, tel Peace Maker de Ryōji Minagawa, rendant hommage à l'imaginaire du western sans en détourner les codes ».

## Liste des volumes
| no | Japonais        | Japonais          | Français        | Français          |
| no | Date de sortie  | ISBN              | Date de sortie  | ISBN              |
| --- | --------------- | ----------------- | --------------- | ----------------- |
| 1 | 4 novembre 2011 | 978-4-06-382103-1 | 4 juillet 2013  | 978-2-35592-549-8 |
| Liste des chapitres : - Chapitre 1 : Grim Reaper - Chapitre 2 : Le Corrompu - Chapitre 3 : La Cible - Chapitre 4 : Rage - Chapitre 5 : Sourire - Chapitre 6 : Meurtre - Chapitre 7 : Le Tarif |                 |                   |                 |                   |
| 2 | 6 février 2012  | 978-4-06-382137-6 | 10 octobre 2013 | 978-2-35592-583-2 |
| Liste des chapitres : - Chapitre 8 : Choix - Chapitre 9 : Sans nouvelles - Chapitre 10 : Cimetière - Chapitre 11 : Haine - Chapitre 12 : Entretien secret - Chapitre 13 : Machination - Chapitre 14 : Duel à mort - Chapitre 15 : Témoin - Chapitre 16 : Rupture - Chapitre 17 : Guerre                                                                                          |                 |                   |                 |                   |
| 3 | 6 juin 2012     | 978-4-06-382185-7 | 9 janvier 2014  | 978-2-35592-613-6 |
| Liste des chapitres : - Chapitre 18 : Au commencement - Chapitre 19 : Un monstre - Chapitre 20 : Détermination - Chapitre 21 : Décision - Chapitre 22 : Responsabilité - Chapitre 23 : Exécution - Chapitre 24 : Départ - Chapitre 25 : Une mère - Chapitre 26 : Justice - Chapitre 27 : Promesse                                                                                |                 |                   |                 |                   |
| 4 | 4 janvier 2013  | 978-4-06-382250-2 | 10 avril 2014   | 978-2-35592-660-0 |
| Liste des chapitres : - Chapitre 28 : Dernières volontés - Chapitre 29 : Duel - Chapitre 30 : Wanted - Chapitre 31 : Discrimination - Chapitre 32 : Résolution - Chapitre 33 : Homme de main - Chapitre 34 : Cavalier - Chapitre 35 : Douloureuse séparation - Chapitre 36 : Fort C. F. Smith - Chapitre 37 : Négociations                                                       |                 |                   |                 |                   |
| 5 | 5 juillet 2013  | 978-4-06-382321-9 | 3 juillet 2014  | 978-2-35592-693-8 |
| Liste des chapitres : - Chapitre 38 : Le piège - Chapitre 39 : Sur le pied de guerre - Chapitre 40 : L'honneur des guerriers - Chapitre 41 : Implacable - Chapitre 42 : Défaite - Chapitre 43 : Scoop - Chapitre 44 : Sentence - Chapitre 45 : Prise d'otages - Chapitre 46 : Détermination - Chapitre 47 : Serment - Chapitre 48 : Confiance - Chapitre final : La vie continue |                 |                   |                 |                   |

### Édition japonaise
Kōdansha
1. 1 2  (ja) « Tome 1 »
2. 1 2  (ja) « Tome 2 »
3. 1 2  (ja) « Tome 3 »
4. 1 2  (ja) « Tome 4 »
5. 1 2  (ja) « Tome 5 »

### Édition française
Ki-oon
1. 1 2  (fr) « Tome 1 »
2. 1 2  (fr) « Tome 2 »
3. 1 2  (fr) « Tome 3 »
4. 1 2  (fr) « Tome 4 »
5. 1 2  (fr) « Tome 5 »